# クール・ブリタニア

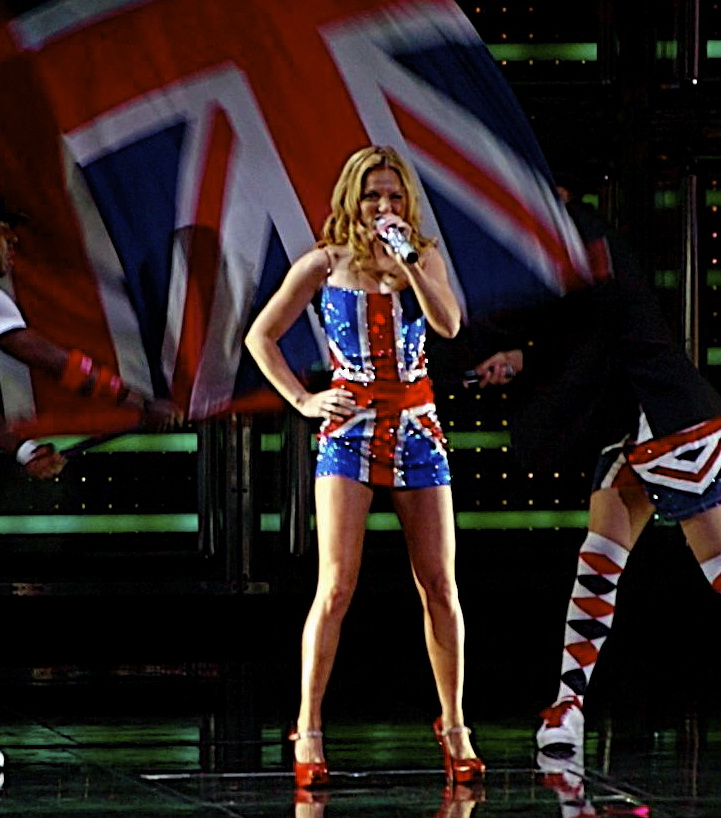
象徴的なユニオンジャックの衣装に身を包んだジェリ・ハリウェル

クール・ブリタニア（Cool Britannia）は、1990年代のイギリス文化の盛んな様、クールな様子を表すためにメディアが使った用語である。1990年代半ばに造られ、1990年代末に流行した言葉だった。また、保守党からの政権交代を果たしたトニー・ブレア首相の労働党政権（ブレアは労働党右派の政治家）やその政策と密接な関係を持っていた。1970年代後半から1980年代にかけての、サッチャーその他の政権による停滞や混乱の時代の後に来た90年代の空気を表す言葉である。
もともとは愛国歌『ルール・ブリタニア』（"Rule, Britannia": ブリタニアよ、世界を治めよ）にかけた駄洒落であった。日本の行政機関、特に経済産業省では、「クール・ブリタニカ」と誤記されることがあった。

## 概要
1990年代前半から、若い世代による音楽、アート、ファッションなどの雑多な文化がイギリスで発生した。たとえば音楽のジャンルにおけるブリットポップ・テクノ・レイヴなど、美術の世界におけるヤング・ブリティッシュ・アーティスト（YBA）、ファッション業界におけるジョン・ガリアーノやオズワルド・ボーテング、アレキサンダー・マックイーンら若手デザイナーの世界的ブーム、そしてこれらを報じる音楽誌・カルチャー誌・ファッション誌などがそうである。
彼らは1980年代、サッチャー政権下の不景気の際にはアンダーグラウンドで活動を続けていたが、1990年代に入り次々と大手メディアなどから契約や出資を得てより大きな商業的発表機会を持つようになった。
イギリスは1990年代前半以降、文化におけるスターを生んで、アメリカ文化に対しイギリスの独自性を主張するようになった。音楽・ファッション・出版・広告・デザインにとどまらず、建築・美術・コンピュータゲーム・スポーツ、そして1996年には『トレインスポッティング』の世界的ヒットにより、長年低迷していた映画業界でも若い世代が台頭し、イギリス発の表現は世界の一部に知られるようになった。
これと同じ頃、政界では1994年に41歳のトニー・ブレアが労働党党首に選ばれた。彼は「第三の道」「新しい労働党（ニュー・レイバー）」を標榜して、戦後労働党の左派路線と決別した。さらにブレアは、社会主義・社会民主主義路線から中道保守路線に変換し、さらに党綱領から産業の国有化条項を削除し、ネオ・リベラリズム/市場経済路線に転換をした。BBCの編集者、N.ディクソンはブレアのイデオロギーを、ネオ・リベラリズムとして批判している。ブレアはメディア王ルパート・マードックと密接な関係を持ち、後にジョージ・W・ブッシュとともにイラク戦争に突入し、イギリスの有権者から厳しい批判を浴びることになる。
ブレアの前任の保守党メージャー政権の時代には、サッチャー政権時代のネオ・リベラリズムによる弱者切り捨て路線から、政策を修正主義に変更していた。経済は、次第に世界各国からの投資が増え、金融のみならず製造業も海外企業の進出などにより復活し、1995年頃から長年の経済低迷から脱して久々の好景気を謳歌していた。

## 詳細
その頃、所員のほとんどが20 - 30歳代という中道左派のシンクタンク「DEMOS」（Demos、社会起業家などの概念を提唱したことでも有名な組織）では、20代前半の若手研究員マーク・レナード（Mark Leonard）が、この好況を未来につなげるため、活況を呈していた音楽やファッション、文化、出版や放送などの素材をもとに、ソフト産業の起業を促進してさらに文化を活性化させ、イギリスの貧困なブランドイメージを変え産業にまで影響を及ぼそうという提案を行った。
レナードは、海外から見た老大国、老朽化、衰退、失業、曇天、退屈といったイギリスの偏見に満ちたイメージが海外からの経済投資に悪影響を与えており、イギリスで起きていた若い才能による文化の活況、サービス業の発展、多様な民族の共存といった現象がほとんど知られていないことを膨大なアンケートで裏付けた。イギリスのトレードマーク（登録商標）だった「諸外国からの頭脳流入」や「文化や政治や経済の新コンセプトの創出」を蘇らせるためには、ソフト産業をより活発にして新鮮な文化を世界中に発信し、世界のイギリスに対するイメージ、すなわちブランドを一新すべきだとの結論に達し、1997年に『登録商標ブリテン（Britain [TM]: renewing our identity）』と題するレポートを出版した。これは反響を呼び、やがて政府の注目するところとなる。

## クール・ブリタニアという用語
「クール・ブリタニア」という言葉は1967年、ダダイスムの影響を受けモンティ・パイソンとも関係の深かった怪しげなコメディ・バンド、「ボンゾ・ドッグ・バンド（the Bonzo Dog Doo-Dah Band）」の曲のタイトルとして有名だが、近年の造語やその用法とはあまり関係がない。
次にこの言葉が現れるのは、米国の大手アイスクリームショップであるベン&ジェリーズが商標登録し1996年初めから販売したフレーバーの名称としてであった。
『ニューズウィーク』誌が1996年末、ロンドンを「地球上でもっともクールな首都」として紹介した記事が、「クール・ブリタニア」という言葉が人口に膾炙するきっかけだったと見られる。ニューズウィークの記事が出た後すぐ、1997年にはメディアや広告業界はイギリスのクールさを表現するのに「クール・ブリタニア」というフレーズを造語し、広く使われるようになった。
1997年には『ヴァニティ・フェア』誌はリアム・ギャラガーやパッツィ・ケンジットを表紙にして「ロンドンはまたスウィングしている！」と題したイギリス発の新しい文化を紹介する特集を掲載している。

## 国家ブランド戦略
1997年の選挙で、労働党から44歳のトニー・ブレアが選挙に臨み、彼が首相に選出されるとオアシスのリーダー、ノエル・ギャラガーら各界の若手アーティストらが祝意を表しに訪れ話題となった。彼らは、当時からブレアがネオ・リベラリストであることや、後にイラク戦争にのめり込むことなど、予測すらできなかった。「クール・ブリタニア」のフレーズはブレアの当初の新鮮なイメージとともに世間に広まった（これは、1960年代の労働党のハロルド・ウィルソン内閣（1964年 - 1970年）の初期に、ロンドンの若者文化の爆発を表現したキャッチフレーズ「スウィンギング・ロンドン」が広がったことと並行している）。
ブレア首相は早速「クール・ブリタニア」という用語や『登録商標ブリテン』のアイデアを取り入れ、国の主要産業を後押しする国家ブランド戦略を開始した。
- 今後のイギリスは「クール・ブリタニア」を国家のブランドイメージとする。
- その内容は、「若い欲望や活気が渦巻く、多様な文化や未来へのアイデアを生み出す社会」である。
- 文化を生み出す担い手やそれを広めるメディアなどを「クリエイティブ産業」と規定し、今後の雇用創出・外貨獲得・観光誘致・「クール・ブリタニア」ブランド形成の最重要産業として育成する。
- クリエイティブ産業によって、イギリスから先端的『ハイカルチャー』（上流・中流向けの文化）や世界的人気を博する「ポップカルチャー」、世界の将来を規定するような画期的な研究を発信し、世界に「クール・ブリタニア」のイメージを広める。
- ブランド形成により、多くの国からの経済投資誘致・観光客誘致・文化関係者移住を促進し、文化産業・芸術産業のよりいっそうの強化や、観光業・サービス業・工業など各種産業の雇用の創出、イギリスをより多様な文化が共生するエネルギーに満ちた社会に変えることを目指し、もって好景気の持続、失業率低下、高齢化防止などを実現する。

ブレア首相は「クリエイティブ産業特別委員会」（Creative Industries Task Force）を組成し、前述のDEMOSのマーク・レナードや、ポール・スミスやリチャード・ブランソンら文化産業の担い手、メディア関係者、学者らを集めて、クリエイティブ産業の振興を協議しさまざまな施策を実行に移した。同時に「広報特別委員会」（Britain Abroad Task Force）を組織してイギリスのブランドイメージを刷新する国家広報戦略を実施させた。政府省庁も再編され、国家遺産省が文化・メディア・スポーツ省（文化省）へと改称され、文化遺産の管理のみならずクリエイティブ産業の振興などにあたることになった。
ブレア政権のクリエイティブ産業振興政策や国家広報戦略の内容は、主に
- 芸術文化・ポップカルチャー・スポーツ界への、多額の人的・資金的・制度的援助
- クリエイティブ産業の海外進出・輸出に向けた官民一体となった後援
- 広報特別委員会によるキーメッセージ順位づけ・広報ターゲット選定・広報する資産の選定といった「国家広報戦略」の確立
- その広報手段である文書ウェブサイト等の刷新、国や地方のかかわる事業に優れたデザイナー・建築家らを大規模に起用する

などであった。
たとえばミレニアムに向けた大都市の再開発に斬新な建築家を起用し、B.A.ロンドン・アイやテート・モダンなど大規模な文化・観光施設が誕生した（多くはブレア時代以前からの計画だったが、ブレア政権によって大きく宣伝された）。また宝くじなどによる資金で文化・芸術を大規模に支援した（これもブレア以前からすでに始まっていた）。ブリティッシュ・カウンシル、ブリティッシュ・エアウェイズなど海外に開かれた機関やイギリスを代表する企業のロゴやデザインを先端的なものに一新し、政府の文書やウェブサイト・施設などもデザイナーの手で徹底的に手直しを図ったのもその一例である。

## クール・ブリタニアの問題
「クール・ブリタニア」の真の目的はさておき、「クール・ブリタニア」という言葉は、ファッショナブルなロンドンのポップカルチャー・シーンを表現するのに一般的に広く使われるようになった。ブラー、オアシス、スウェード、スーパーグラス、ザ・ヴァーヴ、スパイス・ガールズなどのミュージシャン、あるいはファッションデザイナーやファッショナブルな雑誌、日本風のレストランYO! Sushiなどがその対象である。また、アメリカのアイスクリーム会社『Ben & Jerry's』が英国国内で販売するアイスクリームの商品名を「クール・ブリタニア」と名づけた。1998年、エコノミスト誌は「すでに多くの人がうんざりし始めた」と記述、2000年までにはクール・ブリタニアは「皮肉か愚弄の意味でしか使われなくなるだろう」と予言した。
同じような現象をウェールズやスコットランドにも当てはめようと「クール・カンブリア」や「クール・カレドニア」といった用語がそれぞれに生まれたが、その用語に内実はなく、今日に至るまで誰もほとんど聞いたことがないという状態である。

## 2000年代、クール・ブリタニアの収束
ブリットポップは次第に収束し、ヤング・ブリティッシュ・アーティストの活動も一段落し、流行語としての「クール・ブリタニア」は完全に死語と化した。またブレア政権も当初の輝きを失い人気が凋落し、対立する労働党の有力者ゴードン・ブラウンは近年「クール・ブリタニア」ブランドに否定的であり「伝統的なイギリス的なもの」をもっと強調するべきと考えている。芸術界やポップカルチャー界でも、クール・ブリタニア政策のクリエイティブ産業振興策はイギリス文化を質的に向上させたのか、支援すべき分野に本当に資金が回ったのかとの自問がある。
クール・ブリタニア政策でクローズアップされた観光・文化施設は、イギリスの新しい観光名所となった。近年は日本でも新しいイギリス文化、たとえば音楽シーンや舞台、デザイナーズホテルや現代建築、デザイン・現代美術のミュージアムなどを観光目的に選ぶ人もいる。イギリスは単に伝統の国ではなく、「伝統とモダンが溶け合う国」との認識も広がった。

## 日本へのクール・ブリタニアの影響
バブル崩壊後、経済・技術大国アイデンティティを喪失していった日本では、1980年代から世界的大流行を果たしたビデオゲームを筆頭に漫画やアニメ、オタク文化などのポップカルチャーを前面に押し出した形での海外からの観光客誘致や、文化に根ざした新産業創出により失業克服や産業転換をはかろうとする動きがあり、国家イメージの希薄化・悪化への対処のために国家ブランド戦略を立てる動きが出た。ここにはクール・ブリタニア政策のある程度の成功も影響を及ぼしている。その後日本でも「クール・ジャパン（ジャパン・クール）」と呼ばれる標語が生まれた。
2002年、アメリカのジャーナリスト、ダグラス・マグレイが外交問題専門誌『フォーリン・ポリシー』に「日本のグロス・ナショナル・クール（Japan's Gross National Cool）」を掲載し、日本国内でも話題になった。彼によれば、日本のアニメや漫画、キャラクター・グッズなどそのポップカルチャーは世界に広がっている。ただし、日本のポップカルチャーの理論化や世界への英語での発信などの不足、そして国家ブランド戦略の不在によりポップカルチャーの広がりには障害があり、また日本自体のブランドイメージは貧困なままであると述べている。